# Amatsukaze (schip, 1939)
Amatsukaze (Japans: 天津風) was een torpedobootjager van de Kagero-klasse, die dienst deed bij de Japanse Keizerlijke marine van 1940 tot 1945.

## Ontwerp
Amatsukaze beschikte over twee Kanpon turbines, die aangedreven werden door drie Kampon waterketels. Dit gaf het schip een machinevermogen van 39.000 kilowatt, waarmee het een snelheid van 35,5 knopen kon behalen. 
De primaire bewapening van het schip bestond uit zes 127mm kanonnen, verdeeld over drie geschuttorens. Verder had het schip acht 610mm torpedobuizen, 2 maal Type 96 luchtafweergeschut, achttien dieptebommen en twee paravanen. Dit maakte het schip geschikt voor onderzeebootbestrijding, maar onderbewapend tegen dreigingen vanuit de lucht. Daarom werden laten op het schip meerdere machinegeweren geïnstalleerd.

## Dienst
Gedurende 1942 vocht Amatsukaze bij de Slag in de Javazee, Zeeslag bij de Oostelijke Salomonseilanden en de Slag bij de Santa Cruzeilanden. Tijdens de slag bij de Santa Cruzeilanden zonk Amatsukaze de Amerikaanse torpedobootjager USS Barton door middel van twee torpedo's. Waarschijnlijk heeft Amatsukaze met een derde torpedo de lichte kruiser USS Juneau hevig beschadigd, wat bij heeft gedragen aan het zinken van de kruiser. Hierna is ze door een salvo afkomstig van de lichte kruiser USS Helena ernstig beschadigd. Door de inslagen sneuvelden 43 bemanningsleden, werden de kanonnen verwoest en het roer beschadigd. De turbines werden echter niet aangetast, waardoor het schip nog steeds kon varen en uiteindelijk kon ontsnappen.
Op 11 januari 1944 werd het schip getorpedeerd door de onderzeeboot USS Redfin. Wonderbaarlijk genoeg overleefde het schip deze aanval, wel kwamen 80 bemanningsleden om het leven. 6 dagen later werd het schip, nadat het was gespot door een patrouillevliegtuig, naar Singapore gesleept.
Op 6 april 1945 werd het schip zo'n 10 kilometer van Amoy verwoest door B-25s van de Amerikaanse luchtmacht. Op 10 april maakte de bemanning de klus af, het schip was niet meer te redden dus werd het verwoest met explosieven.